# Carissa tetramera
Carissa tetramera là một loài thực vật có hoa trong họ La bố ma. Loài này được (Sacleux) Stapf mô tả khoa học đầu tiên năm 1902.